# توماس دنت
توماس دنت (بالإنجليزية: Thomas Dent)‏ هو شاعر أمريكي، ولد في 20 مارس 1932، وتوفي في 6 يونيو 1998.

## وصلات خارجية
- توماس دنت على موقع ميوزك برينز (الإنجليزية)